# Potamogeton nericius
Potamogeton nericius är en nateväxtart som beskrevs av Hagstr. Potamogeton nericius ingår i släktet natar, och familjen nateväxter. Inga underarter finns listade.